# Свободний (Тюменцевський район)
Свобо́дний (рос. Свободный) — селище у складі Тюменцевського району Алтайського краю, Росія. Входить до складу Заводської сільської ради.

## Населення
Населення — 244 особи (2010; 316 у 2002).
Національний склад (станом на 2002 рік):
- росіяни — 84 %